# Liste de racines grecques (lettre O)
Pour un article plus général, voir Racine grecque.
| Racine                                                              | Origine grecque | Sens | Exemples de mots comportant la racine |
| ------------------------------------------------------------------- | --- | --- | --- |
| oasi-                                                               | αὐαίνω (auaínô) → ὄασις (óasis) ; Ὄασις (Óasis) | Faire sécher, se dessécher → région fertile dans un7 désert ; ville de la Grande-Oasis en Égypte | Oasis, Oasien |
| obél-                                                               | ὀβελός (obelós) ; ὀβελίσκος (obelískos) | Broche à rôtir, obélisque ; petite broche à rôtir, pointe du pilum romain, obélisque, lame d'épée | Obélie, Obélisque |
| -ocè-                                                               | οἰκέω (oikéô) → οἶκος (oĩkos) | Habiter, occuper, résider → maison, habitation, chez soi | voir éco- |
| -océan-                                                             | ὠκεανός (ôkeanós) | Océan (dieu de la mer) | Océan1, Océan2, Océanaute, Océanides, Océanie, Océanien, Océanique, Océanographie, Transocéanique |
| -ochr-, -ocr-                                                       | ὤχρα (ốkhra) ; ὠχρός (ôkhrós) | Ocre, sorte de terre jaune ; de couleur jaune pâle | Ochracé, Ocre, Ochrocarpe, Ochrodermatose, Ochrodermie, Ochronose, Ochrospore, Ocreux |
| -ocr-                                                               | ὤχρα (ốkhra) ; ὠχρός (ôkhrós) | Ocre, sorte de terre jaune ; de couleur jaune pâle | voir -ochr- |
| oct-                                                                | ὀκτώ (oktố) → ὀγδοάς (ogdoás) | Huit → groupe de hit, huitaine | voir octo- |
| octo-, oct-, octa- ; ogdo-                                          | ὀκτώ (oktố) → ὀγδοάς (ogdoás) | Huit → groupe de hit, huitaine | Octachlorodibenzodioxine, Octachlorodirhénate, Octachlorodimolybdate, Octachore, Octacosane, Octacontagone, Octacontane, Octacyclique, Octadécane, Octaèdre, Octaédrite, Octaétéride, Octahémioctaèdre, Octandre, Octandrie, Octane, Octanoate, Octanoïque, Octanthère, Octaples, Octarchie, Octastyle, Octet, Octocère, Octocoralliaire, Octodontidé, Octogone, Octopode, Octoptyque, Octostyle, Octosyllabe, Cyclooctane, Gigaoctet, Isooctane, Kilooctet, Mégaoctet ; Ogdoade, Ogdoédrie |
| ocy-                                                                | ὠκύς(ôkús) | Rapide, prompt, agile, vif | Ocypode, Ocyptère, Ocytocine |
| od-1, -ode1 ; -odie1 ; -odique1-édie                                | ᾠδή (ôidế) | Chant | Ode, Odéon, Épode ; Mélodie, Monodie, Parodie, Prosodie, Psalmodie, Rhapsodie ; Mélodique, Monodique, Parodique, Prosodique, Psalmodique, Rhapsodique ; Comédie, Tragédie |
| -od-2, -ode4, -odés- ; ozon- ; oz-                                  | ὀδμή (odmế) → ὄζω (ózô) → ὄζων (ózôn) ; (suffixe) -ωδῆς (-ôdès) | Odeur → avoir une odeur, exhaler, sentir → ; exhalant, sentant ; qui a la nature ou l'aspect de...(utilisé comme suffixe) | Cestode, Cacodyle, Cladode, Diphyllode, Géode, Hématode, Ixode, Myiodésopsie, Myodésopsie, Nematode, Ostracode, Plasmode, Phyllode, Sarcode ; Ozone, Ozoniser, Ozonosphère ; Ozène, Ozochrotie, Ozokérite |
| -ode1                                                               | ᾠδή (ôidế) | Chant | voir od-1 |
| -ode2                                                               | ὁδός (hodόs) | Chemin, route | voir hodo- |
| -ode3                                                               | ὁδούς, -όντος (odoús, -óntos) | Dent | voir -odont- |
| -ode4                                                               | ὀδμή (odmế) → ὄζω (ózô) → ὄζων (ózôn) ; (suffixe) -ωδῆς (-ôdès) | Odeur → avoir une odeur, exhaler, sentir → ; exhalant, sentant ; qui a la nature ou l'aspect de...(utilisé comme suffixe) | voir -od-2 |
| -odés-                                                              | ὀδμή (odmế) → ὄζω (ózô) → ὄζων (ózôn) ; (suffixe) -ωδῆς (-ôdès) | Odeur → avoir une odeur, exhaler, sentir → ; exhalant, sentant ; qui a la nature ou l'aspect de...(utilisé comme suffixe) | voir -od-2 |
| -odie1                                                              | ᾠδή (ôidế) | Chant | voir od-1 |
| -odie2                                                              | ὁδός (hodόs) | Chemin, route | voir hodo- |
| -odin                                                               | ὀδύνη (odúnê) | Douleur | voir -odyn- |
| -odique1                                                            | ᾠδή (ôidế) | Chant | voir od-1 |
| -odique2                                                            | ὁδός (hodόs) | Chemin, route | voir hodo- |
| odo-                                                                | ὁδός (hodόs) | Chemin, route | voir hodo- |
| -odon-                                                              | ὁδούς, -όντος (odoús, -óntos) | Dent | voir -odont- |
| -odont- ; -odon- ; -ode3                                            | ὁδούς, -όντος (odoús, -óntos) | Dent | Odontoblaste, Odontologie, Anodonte, Desmodonte, Mastodonte, Orthodontie, Parodontie ; Odonate, Brasilodon, Brasilodontidae, Glyptodon, Hypsilophodon, Iguanodon, Sphenodon ; Aulacode, Desmode, Tricode |
| -odyn-, -odin                                                       | ὀδύνη (odúnê) | Douleur | Odynophagie, Acrodynie, Allodynie, Arthrodynie, Anodynie, Coccygodynie, Cystodynie, Dermatodynie, Entérodynie, Gastrodynie, Glossodynie, Mastodynie, Métrodynie, Myodynie, Onirodynie, Ophtalmodynie, Phallodynie, Pleurodynie, Sternodynie, Stomatodynie, Urodynie, Vulvodynie ; Anodin |
| -oécie, -œcie, œcu-                                                 | οἰκέω (oikéô) → οἶκος (oĩkos) | Habiter, occuper, résider → maison, habitation, chez soi | voir éco- |
| -œd(i)-                                                             | οἰδέω (oidéô) | Enfler, se gonfler | Œdème, Œdicnème, Œdipe, Œdipode, Préœdipien |
| œn-, œno-                                                           | οἶνος (oĩnos) | Vin | Œnanthe, Œnochoé, Œnocyanine, Œnolé, Œnolisme, Œnologie, Œnomètre, Œnopé, Œnopide, Œnops1, Œnops2, Œnothèque, Œnothère |
| œsophag-                                                            | οἴσω (oísô) [futur du verbe φέρω (Phérô)] → οἰσοφάγος (oisophágos) | Porter (au futur) → Œsophage | Œsophage |
| œstr(o)-, oestr(o)-, estr(o)-                                       | οἶστρος (oĩstros) | Taon, piqure, transport de douleur ou de fureur, délire, passion folle | Œstradiol, Œstral, Œstre, Oestridiose, Œstridiose, Œstriol, Œstrogène, Œstromane, Œstrone, Oestroprogestatif, Œstroprogestatif, Œstrus ; Estradiol, Estral, Estriol, Estrogène, Estroprogestatif |
| ogdo-                                                               | ὀκτώ (oktố) → ὀγδοάς (ogdoás) | Huit → groupe de hit, huitaine | voir octo- |
| oïd-1                                                               | ᾠόν (ôión) ; ὀειδής (oeidếs) | Œuf ; semblable à œuf | voir oo- |
| -oïd-2                                                              | εἴδω(eídô) → εἶδος (ei̇̃dos) ; -ειδῆς (-eídês) ; εἴδωλον (eídôlon) ; ἰδέα (idéa)                                                                                                | Voir → forme, aspect, apparence ; qui ressemble à...(utilisé comme suffixe) ; image, simulacre, fantôme ; idée, concept | voir -éid- |
| -oïdal                                                              | εἴδω(eídô) → εἶδος (ei̇̃dos) ; -ειδῆς (-eídês) ; εἴδωλον (eídôlon) ; ἰδέα (idéa)                                                                                                | Voir → forme, aspect, apparence ; qui ressemble à...(utilisé comme suffixe) ; image, simulacre, fantôme ; idée, concept | voir -éid- |
| -oïque1                                                             | οἰκέω (oikéô) → οἶκος (oĩkos) | Habiter, occuper, résider → maison, habitation, chez soi | voir éco- |
| -oïque2                                                             | suffixe grec adjectival très fréquent -ικός (-ikós) tiré par exemple de la fin de l'adjectif grec ζωικός (zôikós) qui signifie animalier                                      | (suffixe servant en français à désigner) certains composés chimiques et (notamment) certains acides organiques | Azoïque1, Benzoïque, Butanoïque, Éthanoïque, Hydrazoïque, Lipotéichoïque, Méthanoïque, Propanoïque, Téichoïque ; voir aussi la racine -zoïque |
| -oisse                                                              | οἰκέω (oikéô) → οἶκος (oĩkos) | Habiter, occuper, résider → maison, habitation, chez soi | voir éco- |
| ol-                                                                 | ὅλος (hólos) | Entier, tout, complet | voir holo- |
| -ole, olé-                                                          | ἐλαία (elaía) ; ἔλαιον (élaion) | Olivier, olive ; huile (d'olive) | voir élaïo- |
| olécran-                                                            | ὠλένη(ôlénê) ; ὠλέκρανον (ôlékranon) | Le haut du bras, coude ; pointe du coude, coude | Olécrane |
| oléo-                                                               | ἐλαία (elaía) ; ἔλαιον (élaion) | Olivier, olive ; huile (d'olive) | voir élaïo- |
| -oleum                                                              | ἐλαία (elaía) ; ἔλαιον (élaion) | Olivier, olive ; huile (d'olive) | voir élaïo- |
| olig-, oligo-                                                       | ὀλίγος (olígos) | En petite quantité, en petit nombre | Oligocène, Oligarchie, Oligiste, Oligocène, Oligo-éléments, Oligophagie, Oligopole, Oligopsone, Oligotrophe, Oligurie |
| -oline                                                              | ἐλαία (elaía) ; ἔλαιον (élaion) | Olivier, olive ; huile (d'olive) | voir élaïo- |
| olisth-                                                             | ὄλισθος (ólisthos) ; ὀλίσθησις (ólisthêsis) | Glisse ; glissement | Antérolisthésis, Rétrolisthésis, Spondylolisthésis |
| olo-                                                                | ὅλος (hólos) | Entier, tout, complet | voir holo- |
| olymp-                                                              | Ὄλυμπος (Ólumpos) | Olympe (mont) | Olympe1, Olympe2, Olympia, Olympiade, Olympias, Olympica (nix), Olympie, Olympique, Olympius, Olympos, Olympus |
| -om-                                                                | ὦμος (ỗmos) | Épaule | voir omo-1 |
| -oma                                                                | (suffixe générique grec) -ωμα (-ôma) (indiquant un) processus (ou un) aboutissement (et présent, par exemple, dans les mots grecs) ἀθήρωμα (athếrôma) (ou) σκότωμα (skótôma)  | (suffixe utilisé en français pour désigner, soit des) pathologies diverses, tumeurs, maladies, etc. (soit un) ensemble (ou un) système biologique | voir -ome |
| -omal-                                                              | ὁμός (homόs) ; ὅμοιος (hómoios) ; ὁμαλός ; ἀνώμαλος (avốmalos) | Même, semblable ; semblable, analogue ; uni, de surface régulière ; inégal, inconstant, irrégulier, déséquilibré, mal disposé | voir homéo- |
| ombr(o)-                                                            | ὄμβρος(ómbros) | Pluie d'orage | Ombromètre, Ombrophile, Ombrothermique, Ombrotrophe ; voir aussi néphél- |
| -ome, -oma                                                          | (suffixe générique grec) -ωμα (-ôma) (indiquant un) processus (ou un) aboutissement (et présent, par exemple, dans les mots grecs) ἀθήρωμα (athếrôma) (ou) σκότωμα (skótôma)) | (suffixe français masculin utilisé pour désigner, soit des) pathologies diverses, tumeurs, maladies, etc. (soit un) ensemble (ou un) système biologique | Adénome, Angiome, Athérome, Blastome, Carcinome, Condylome, Fibrome, Génome, Gliome, Lipome, Lymphome, Mélanome, Mésothéliome, Microbiome, Myélome, Papillome, Rétinoblastome, Sarcome, Scotome, Tératome ou autres |
| -omée                                                               | ὁμός (homόs) ; ὅμοιος (hómoios) ; ὁμαλός (homalós) ; ἀνώμαλος (avốmalos) | Même, semblable ; semblable, analogue ; uni, de surface régulière ; inégal, inconstant, irrégulier, déséquilibré, mal disposé | voir homéo- |
| oméga                                                               | ὦ μέγα (õ méga) | Lettre grecque oméga (ω, Ω) | Oméga1, Oméga2 ; voir -méga- |
| omicron                                                             | (ómicron) | Lettre grecque omicron (ο, O) | Omicron1, Omicron2 ; voir -micro- |
| ommat-                                                              | ὄμμα (ómma) | Œil, face | Ommatidie |
| omo-1, -om-                                                         | ὦμος (ỗmos) | Épaule | Omoplate, Acromion |
| omo-2                                                               | ὠμός (ômós) | Cru, non cuit | Omophagie |
| -omone                                                              | ερέθω(ereúthô) → ἐρεθισμός (erethismós) | Provoquer, exciter, irriter → irritation, provocation | voir éréth- |
| omphal(o)-                                                          | ὀμφαλός (omphalós) | Nombril, ombilic | Omphalocèle, Omphalos, Omphalote |
| -on-1                                                               | ὄνος (ónos) | Âne | Onagre, Onocentaure, Onocrotale, Onopordon, Hémione |
| -on2                                                                | ἰόν, -όντος (ión, -óntos) | allant, qui va | voir -ion-1 |
| -on3                                                                | suffixe -όν (-ón) du nominatif singulier neutre ἀργόν (argón) ; de l'adjectif ἀργός1, ή, όν (argós, -ế, -ón)                                                                  | suffixe français masculin caractéristique de tous les gaz rares (ou nobles), sauf l'hélium ; qui ne fait pas, stérile, paresseux, non travaillé, non fait, inachevé, négligé | Argon, Krypton, Néon, Oganesson, Radon, Xénon |
| oncho-                                                              | ὄγκος(ógkos) | crochet, angle, coin | voir onco- |
| onco- ; oncho-                                                      | ὄγκος(ógkos) | crochet, angle, coin | Oncocyte, Oncogène, Oncologie, Oncologue, Oncovirus ; Onchocercose |
| -one                                                                | suffixe -ον (-on) du nominatif singulier [seconde déclinaison] de la majorité des mots grecs neutres tels que ἔλαιον (élaion), νεῦρον (neũron) ou σῦκον (sũkon)               | suffixe français utilisé en chimie, biochimie, pharmacologie ou biologie. | Acétone, Androstérone, Anthraquinone, Cétone, Hormone, Neurone, Progestérone, Sycone, Testostérone |
| onir(o)-                                                            | ὄνειρος (óneiros) | Songe, rêve | Onirisme, Oniromancie, Oniroscope |
| onomas-                                                             | ὄνομα, -ατος (ónoma, -atos) ; ὄνυμα (ónuma) | Nom ; nom | voir onomat(o)- |
| onomat(o)-, onomas- ; -onym-                                        | ὄνομα, -ατος (ónoma, -atos) ; ὄνυμα (ónuma) | Nom ; nom | Onomacrite, Onomasiologie, Onomastique, Onomatopée, Antonomase, Paronomase, Prosonomasie ; Acronyme, Anonyme, Anthroponyme, Antonyme, Astronyme, Cryptonyme, Démonyme, Endonyme, Éponyme, Ethnonyme, Euonymus, Exonyme, Géonyme, Glottonyme, Hodonyme, Homonyme, Hydronyme, Hyperonymie, Hyponymie, Isonyme, Matronyme, Méronyme, Métonymie, Nécronyme, Oronyme, Pantonyme, Paronymie, Patronyme, Protonyme, Pseudonyme, Synonyme, Théonyme, Toponyme |
| onto- ; -ousie                                                      | ὠν, ὄντος(ốn, óntos) ; οὔσα, οὔσας (oúsa, oúsas) ; οὐσία (ousía) | étant (au masculin) ; étant (au féminin) ; essence, substance, être, existence | Ontogenèse, Ontologie, Ontoterminologie ; Parousie |
| -ony(cho)- ; -onyx-                                                 | ὄνυχος (ónukhos) | Ongle | Onychie, Onychocryptose, Onychomycose, Onychophagie, Onychophore, Koïlonychie ; Onyx, Onyxis, Onyxectomie, Trionyx |
| -onym-                                                              | ὄνομα, -ατος (ónoma, -atos) ; ὄνυμα (ónuma) | Nom ; nom | voir onomat(o)- |
| -onyx-                                                              | ὄνυχος (ónukhos) | Ongle | voir -ony(cho)- |
| oo- ; oïd-1                                                         | ᾠόν(ôión) ; ὀειδής (oeidếs) | Œuf ; semblable à un œuf | Oocyte, Oogenèse, Oolithe, Oomycète, Oosphère, Oospore, Oothèque ; Oïdium |
| opal-                                                               | ὀπάλλιος (opállios) | Pierre précieuse, opale | Opale, Opalescence, Opaline |
| -ope1                                                               | ὄψομαι (ópsomaï) → ὄψ2, ὀπός,(óps, ópos) ; ὤψ (ốps) ; ὀπή(opế) ; ὄψις (ópsis)                                                                                                 | (verbe) Voir (au futur) → regard, face ; regard, vue, face ; trou (par où l'on voit), ouverture, fenêtre ; vue, apparence, apparition | voir opto- |
| -ope2                                                               | ὄψ1(óps) | Voix d'homme, parole, langage | Calliope |
| ophél-, -ophèle                                                     | ὠφελέω (ôpheléô) → ὄφελος (óphelos) ; ἀνωφελής (anôphelês) | Être utile → utilité, avantage, profit ; nuisible | Ophélie, Ophélion, Anophèle |
| ophi(o)-                                                            | ὄφις(óphis), ὀφίτης (ophítès) | Serpent, semblable à un serpent | Ophiase, Ophicléide, Ophidien, Ophioglosse, Ophiolite, Ophiologie, Ophite, Ophiure |
| -ophtalm(o)-                                                        | ὀφθαλμός (ophtalmόs) | Œil | ophtalmie, Ophtalmologie, Ophtalmoscope, Exophtalmie |
| -opi-1                                                              | ὄψομαι (ópsomaï) → ὄψ2, ὀπός,(óps, ópos) ; ὤψ (ốps) ; ὀπή(opế) ; ὄψις (ópsis)                                                                                                 | (verbe) Voir (au futur) → regard, face ; regard, vue, face ; trou (par où l'on voit), ouverture, fenêtre ; vue, apparence, apparition | voir opto- |
| opi-2                                                               | ὀπός (opόs) | Suc végétal, latex, sécrétion | voir opo- |
| -opie                                                               | ὄψομαι (ópsomaï) → ὄψ2, ὀπός,(óps, ópos) ; ὤψ (ốps) ; ὀπή(opế) ; ὄψις (ópsis)                                                                                                 | (verbe) Voir (au futur) → regard, face ; regard, vue, face ; trou (par où l'on voit), ouverture, fenêtre ; vue, apparence, apparition | voir opto- |
| opio-                                                               | ὀπός (opόs) | Suc végétal, latex, sécrétion | voir opo- |
| opistho-                                                            | ὄπισθε (ópisthe) | Vers l'arrière, de derrière, en arrière | Opisthobranche, Opisthoglyphe, Opisthographie, Opisthoprocte, Opisthosome, Opisthothelae, Opisthotonos |
| -opl-                                                               | ὅπλον (hóplon) | Bouclier, armement, armure | voir hopl- |
| opo-, opi-2, opio-                                                  | ὀπός (opόs) | Suc végétal, latex, sécrétion | Opopanax, Opothérapie ; Opiacé, Opiomane, Opium |
| -ops-, -opsie, -opsis                                               | ὄψομαι (ópsomaï) → ὄψ2, ὀπός,(óps, ópos) ; ὤψ (ốps) ; ὀπή(opế) ; ὄψις (ópsis)                                                                                                 | (verbe) Voir (au futur) → regard, face ; regard, vue, face ; trou (par où l'on voit), ouverture, fenêtre ; vue, apparence, apparition | voir opto- |
| -opsone                                                             | ὀψωνέω (ópsônéô) | Faire des provisions de bouche | Monopsone, Oligopsone |
| opt-                                                                | ὄψομαι (ópsomaï) → ὄψ2, ὀπός,(óps, ópos) ; ὤψ (ốps) ; ὀπή(opế) ; ὄψις (ópsis)                                                                                                 | (verbe) Voir (au futur) → regard, face ; regard, vue, face ; trou (par où l'on voit), ouverture, fenêtre ; vue, apparence, apparition | voir opto- |
| opto-, opt- ; -optr- ; -ope ; -opi-1, -opie ; -ops-, -opsie, -opsis | ὄψομαι (ópsomaï) → ὄψ2, ὀπός,(óps, ópos) ; ὤψ (ốps) ; ὀπή(opế) ; ὄψις (ópsis)                                                                                                 | (verbe) Voir (au futur) → regard, face ; regard, vue, face ; trou (par où l'on voit), ouverture, fenêtre ; vue, apparence, apparition | Optique, Optométrie, Autoptique, Chiroptique, Entoptique, Épopte, Isoptique, Orthoptique, Panoptique, Paroptique, Psoropte, Scioptique, Synoptique, Synoptiques ; Optronique, Catadioptre, Catoptrique, Dioptre, Dioptrie ; Chrysope, Cyclope, Cyclopéen, Europe, Métope, Nyctalope, Oryctérope ; Amblyopie, Amétropie, Deinopis, Héméralopie, Hypermétropie, Myopie ; Opsiomètre, Opsoclonie, Achromatopsie, Aegilops, Amanitopsis, Ampelopsis, Asparagopsis, Autopsie, Bothrops, Bryopsis, Diopside, Diopsis, Dyschromatopsie, Chloropsie, Chrysops, Conops, Coreopsis, Cyclops, Dryobalanops, Éryops, Érythropsie, Euryops, Galeopsis, Hémianopsie, Leptoconops, Mélops, Myodésopsie, Nécropsie, Phalaenopsis, Phycopsis, Sauropside, Synopsis, Triceratops, Xanthopsie         |
| -optr-                                                              | ὄψομαι (ópsomaï) → ὄψ2, ὀπός,(óps, ópos) ; ὤψ (ốps) ; ὀπή(opế) ; ὄψις (ópsis)                                                                                                 | (verbe) Voir (au futur) → regard, face ; regard, vue, face ; trou (par où l'on voit), ouverture, fenêtre ; vue, apparence, apparition | voir opto- |
| -orama, -oramique ; -rama ; -ore, -hore                             | ὁράω (horáô) → ὅραμα(hόrama) | Voir → Spectacle | Cyclorama, Diaporama, Diorama, Panorama, Panoramique ; Cinérama ; Éphore1, Éphore2 |
| -oramique                                                           | ὁράω (horáô) → ὅραμα(hόrama) | Voir → Spectacle | voir -orama |
| orchest-                                                            | ὀρχήστρα (orkhếstra) | Piste de danse, orchestre, partie du théâtre antique où évolue le chœur (danse, chant et commentaire) | Orchestra, Orchestre |
| -orchi-, -orchid-                                                   | ὄρχις (órkhis) | Testicule | Orchialgie, Orchiectomie, Orchidée, Orchidoclaste, Orchidologie, Orchidomanie, Orchidomètre, Orchidopexie, Orchidophile, Orchiépididymite, Orchiocèle, Orchiotomie, Orchis, Orchite, Anorchidie, Chamorchis, Cryptorchidie, Microrchide, Monorchidie, Parorchide, Polyorchidie, Pseudorchis, Triorchidie |
| oréo-, oreo-                                                        | ὄρος (óros), ὄρειος (óreios) | Montagne, de montagne | voir oro- |
| -orex-                                                              | ὀρέγω (orégô) → ὄρεξις (órexis) | Tendre vers, aspirer, étendre → appétit, faim, désir | Anorexie, Cynorexie, Dysorexie, Orthorexie |
| orgi-                                                               | ὄργια (órgia) | (cérémonie religieuse avec) mystères, orgie | Orgiaque, Orgie |
| -ori-                                                               | ὅρος>(hóros) → ὁρίζω(horízô) ; ὁρίζων (horízôn) | Borne, limite, frontière → borner, limiter ; ligne qui borne la vue, horizon | voir horiz- |
| -oris-                                                              | ὅρος>(5hóros) → ὁρίζω(horízô) ; ὁρίζων (horízôn) | Borne, limite, frontière → borner, limiter ; ligne qui borne la vue, horizon | voir horiz- |
| -ornis                                                              | ὄρνις, -ιθος (ornis, -ithos) | Oiseau | voir -ornith- |
| -ornith- ; -ornis                                                   | ὄρνις, -ιθος (ornis, -ithos) | Oiseau | Ornithogale, Ornithologie, Ornithorynque, Ornithothoraces, Énantiornithe, Euornithe, Néornithe ; Æpyornis, Amblyornis, Asteriornis, Bubalornis, Confuciusornis, Dinornis, Drépanornis, Épyornis, Gastornis, Hesperornis, Ichtyornis, Jeholornis, Notornis1, Notornis2, Sapeornis, Sinornis |
| oro- ; oréo-, oreo-                                                 | ὄρος (óros), ὄρειος (óreios) | Montagne, de montagne | Orogenèse, Orographe, Orographie, Oronyme ; Oréodoxe, Oréognosie, Oréopithèque, Oréotrague, Oreotragus |
| -orpe                                                               | ὄρπηξ(órpêx) | Jeune pousse rampante, stolon, rejeton, rameau, aiguillon | Panorpe |
| orph-1                                                              | ὄρφνη (órphnê) → Ὀρφεύς (Orpheús) | Obscurité, ténèbres → Orphée (héros, fils de Calliope) | Orpharion, Orphée, Orphéon, Orphéoréon, Orphica, Orphisme, Orphique |
| orph-2                                                              | ὀρφανός | Orphelin | Orphanotrophe, Orphelin |
| ortho-                                                              | ὀρθός (orthós) | Droit | Orthèse, Orthocentre, Orthocère, Orthoclase, Orthodontie, Orthodoxie, Orthodromie, Orthogenèse, Orthogonal, Orthographe, Orthonormé, Orthopédie, Orthophonie, Orthoptère, Orthoptie, Orthoptique, Orthoptiste, Orthorhombique, Orthose, Orthostate, Orthostatique, Orthotypographie, Épanorthose |
| -orych-                                                             | ὀρύσσω (orússô) → ὄρυξ (órux) ; ὀρύκτης (orúktês) | Creuser, fouiller → pioche, antilope ; enfouisseur, soc de charrue | voir oryct- |
| oryct- ; oryx ; -orch-                                              | ὀρύσσω (orússô) → ὄρυξ (órux) ; ὀρύκτης (orúktês) | Creuser, fouiller → pioche, antilope ; enfouisseur, soc de charrue | Orycte, Oryctérope ; Oryx ; Georychus |
| oryx                                                                | ὀρύσσω (orússô) → ὄρυξ (órux) ; ὀρύκτης (orúktês) | Creuser, fouiller → pioche, antilope ; enfouisseur, soc de charrue | voir oryct- |
| -ose1, -oside                                                       | (suffixe générique d'origine grecque tiré du suffixe du mot) Glucose (à partir de l'adjectif grec) γλεῦκος (gleũkos)                                                          | (suffixe français masculin -ose utilisé pour désigner certains types de) sucres | Ose, Oside, Désoxyribose, Dextrose, Diholoside, Érythrose, Fructose, Heptose, Galactose, Glucose, Hétéroside, Hexose, Holoside, Lyxose, Polyholoside, Pyranose, Pentose, Rhamnose, Rhamnoside, Ribose, Saccharose, Tétrose, Xylose et autres. |
| -ose2, -osis                                                        | (suffixe grec) -ωσις (ôsis) (présent par exemple dans le mot grec) πύρωσις (púrôsis)                                                                                          | (suffixes français -ose2 {généralement féminins} et -osis {généralement masculins, sauf pour cercosis et sycosis}, utilisés pour désigner certaines attaques par des) champignons (ou des) bactéries (, ou bien encore, mais plus rarement, certains) processus (ou) structures anatomiques                                                 | Acidose, Aluminose, Amaurose, Anamorphose, Ankylose, Anthracose, Aponévrose, Apoptose, Asbestose, Aspergillose, Bérylliose, Candidose, Carcinose, Cercosis, Cétose, Chemosis, Cittosis, Cyphose, Dermatose, Drépanocytose, Dysmorphose, Endométriose, Exostose, Fibrose, Gangliosidose, Hétérosis, Graphiose, Hyperkératose, Leucocytose, Lordose1, Lordose2, Méïose, Métamorphose, Mitose, Morphose, Mycose, Myosis, Myxomatose, Névrose, Ostéophytose, Ostéoporose, Phagocytose, Phimosis, Pneumoconiose, Pyrosis, Psittacose, Psychose, Ptosis, Scoliose, Sidérose, Silicose, Splénose, Sténose, Sycosis, Tabacosis, Trichosis, Tuberculose, Xérose, Zoonose et autres |
| -oside                                                              | (suffixe générique d'origine grecque tiré du suffixe du mot) Glucose (à partir de l'adjectif grec) γλεῦκος (gleũkos)                                                          | (suffixe français masculin -ose utilisé pour désigner certains types de) sucres | voir -ose1 |
| -osis                                                               | (suffixe grec) -ωσις (ôsis) (présent par exemple dans le mot grec) πύρωσις (púrôsis)                                                                                          | (suffixes français -ose2 {généralement féminins} et -osis {généralement masculins, sauf pour cercosis et sycosis}, utilisés pour désigner certaines attaques par des) champignons (ou des) bactéries (, ou bien encore, mais plus rarement, certains) processus (ou) structures anatomiques                                                 | voir -ose2 |
| -osm-                                                               | ὀσμή (osmế) | Odeur | Osmidrose, Osmie, Osmium, Osmiure, Anosmie, Dysosmie, Hyperosmie, hypoosmie, Parosmie |
| -osmo-                                                              | ὠσμός (ôsmós) | Impulsion | Osmose, Osmomètre |
| -oste                                                               | ὀστέον(ostéon) | Os | voir -ostéo- |
| ostéi-                                                              | ὀστέον(ostéon) | Os | voir -ostéo- |
| -ostéo- ; ostéi- ; -oste                                            | ὀστέον(ostéon) | Os | Ostéoarthrite, Ostéoblaste, Ostéocalcine, Ostéocèle, Ostéochondrite, Ostéochondrome, Ostéochondrose, Ostéoclaste, Ostéocolle, Ostéocope, Ostéocyte, Ostéodensitométrie, Ostéoderme, Ostéodystrophie, Ostéoelcose, Ostéogène, Ostéogenèse, Ostéogénie, Ostéographie, Ostéographique, Ostéoïde, Ostéolite, Ostéologie, Ostéologique, Ostéologue, Ostéolyse, Ostéomalacie, Ostéomancie, Ostéome, Ostéomyélite, Ostéon, Ostéonaure, Ostéone, Ostéonécrose, Ostéopathie, Ostéopénie, Ostéophonie, Ostéophyte, Ostéoplaste, Ostéoplastie, Ostéoporose, Ostéopsathyrose, Ostéosarcome, Ostéosclérose, Ostéose, Ostéospongiose, Ostéostéatome, Ostéosynthèse, Ostéotomie, Ostéotyle, Ostéotylose, Ostéozoaire, Atélostéogenèse, Chondrostéen, Téléostéen ; Ostéite, Ostéichtyen ; Périoste |
| ostr- ; huître                                                      | ὀστέον(ostéon) ; ὄστρεον(óstreon) ; ὄστρακον (óstrakon) | Os ; huître ; coquille | Ostracé, Ostracisme, Ostracon, Ostréiculture, Ostréidé, Anostracé, Diplostracé, Entomostracé, Gigantostracé, Hétérostracé, Leptostracé, Malacostracé, Ostéostracé ; Huître, Huîtrier |
| -(ô)t-1                                                             | στέλλω(stéllô) → στολή (stolề) ; στόλος (stólos) ; ἐπιστέλλω (epistéllô) → ἐπιστολή (epistolế) ; περιστέλλω (peristéllô) → περισταλτικός (peristaltikós) ; στήλη (stếlê)      | Préparer un voyage, habiller, vêtir, placer, poster, poser → équipement, ajustement, habillement, vêtement ; préparation, trajet, voyage, armée, appendice saillant ; envoyer une lettre, mander, commander → lettre, message écrit, ordre ; envelopper, protéger, cacher → qui comprime en se contractant ; colonne, colonne commémorative | voir -stal- |
| -ot-2                                                               | οὖς, ὠτός (oũs, ôtós) | Oreille | voir -ot(o)- |
| -ot(o)-, -ot-2 ; -otis                                              | οὖς, ὠτός (oũs, ôtós) | Oreille | Otalgie, Otite, Otolithe, Otomys, Oto-rhino-laryngologie, Aotus, Parotide, Parotoïde ; Dolichotis, Haliotis, Myosotis, Myotis |
| -otis                                                               | οὖς, ὠτός (oũs, ôtós) | Oreille | voir -ot(o)- |
| -our- ; -ur-2                                                       | οὐρά (ourá) | Queue | Ouroboros, Anomoure, Anoure, Brachyoure, Diploure ; Uraète, Urodèle, Urolagnie, Uropode, Uropyge, Acanthure, Ailuropoda, Ailurus, Anoplura, Cénure, Cœnure, Dasyure, Écureuil, Gymnure, Leptailurus, Léonure, Lepture, Mélanure, Ménure, Myosure, Ophiure, Oxyure, Pachyure, Pagure, Sciuridé, Sciurus, Nannosciurus, Trachure, Zonure |
| ouran-                                                              | οὐρανός (ouranós) ; Oὐρανός (Ouranós) | Ciel , Ouranos (dieu du ciel) | voir -uran- |
| -ousie                                                              | ὠν, ὄντος(ốn, óntos) ; οὔσα, οὔσας (oúsa, oúsas) ; οὐσία (ousía) | étant (au masculin) ; étant (au féminin) ; essence, substance, être, existence | voir onto- |
| -ox- ;                                                              | ὀξύς (oxús) | Piquant, aigu, acide | voir -oxy- |
| -oxy- ; -ox- ; désoxy-                                              | ὀξύς(oxús) | Piquant, aigu, acide | Oxydase, Oxyde, Oxygène, Oxymore, Oxyton, Oxyure, Dioxyde, Hydroxyapophyllite, Hydroxychloroquine, Hydroxyle, Hydroxyzine, Hydroxylamine, Paroxysme, Paroxyton, Proparoxyton, Protoxyde ; Oxalique, Oxalis, Oxamide, Oxime, Amphioxus, Anoxie, Diméthylglyoxime, Glyoxal, Glyoxalique, Glyoxylique ; Désoxyribonucléique, Désoxyribose |
| oz-                                                                 | ὀδμή (odmế) → ὄζω (ózô) → ὄζων (ózôn) ; (suffixe) -ωδῆς (-ôdès) | Odeur → avoir une odeur, exhaler, sentir → ; exhalant, sentant ; qui a la nature ou l'aspect de...(utilisé comme suffixe) | voir -od-2 |
| ozon-                                                               | ὀδμή (odmế) → ὄζω (ózô) → ὄζων (ózôn) ; (suffixe) -ωδῆς (-ôdès) | Odeur → avoir une odeur, exhaler, sentir → ; exhalant, sentant ; qui a la nature ou l'aspect de...(utilisé comme suffixe) | voir -od-2 |